# تامر نبيل
تامر نبيل (بالإنجليزية: Tamer Nabil) ممثل مصري من مواليد القاهرة في 6 نوفمبر 1983، درس في كلية التجارة بجامعة القاهرة. درس في ورشة أستديو مسرح الغد بشعبة التمثيل. مثل مصر بمسابقة كوميديان العرب.
بدأ بالتمثيل في السينما والتلفزيون منذ عام 2008 وحصيلة عمله 27 فيلم ومسلسل.

## أعمال

### مسلسلات
| - 2022 - منعطف خطر - إلا أنا ج2 - 2021 - عماد (حكاية بيت عز ) - الاختيار 2: رجال الظل - 2021 - يحيى موسى - خلي بالك من زيزي - 2021 - ياسر عسل - شقة ستة - 2021 - ممدوح - ليه لأ 2 - 2021 - راجي - زودياك - 2019 - مجدي - قابيل - 2019 - عادل | - لآخر نفس - 2019 - 30 يوم - 2017 - الأصليين - 2017 - فيلم - ياسين - الجماعة ج2 - 2017 - محمد يوسف هواش - راس الغول - 2016 - وعد - 2016 - شريف - إستيفا - 2015 - بكر (حلقة 21 و 22) - دلع بنات - 2014 - الظابط ياسر - الوالدة باشا - 2013 | - موجة حارة - 2013 - الهروب - 2012 - طرف ثالث - 2012 - الجماعة ج1 - 2010 - إبراهيم البنهاوي - بابا نور - 2010 - جمال - ياا عدوي في قلب الحدث - 2009 - كوافير أشواق - 2008 - سيت كوم - جرجاوى - بيت الرفاعي - 2024 |

### أخرى
- تراب الماس - 2018 - فيلم - قاتل كريم
- الطريق الدائري - 2010 - فيلم - احمد
- الوعد - 2008 - فيلم - ضابط الكمين
- خطوات الشيطان - 2013 - برنامج

## وصلات خارجية
1. ↑  "Tamer Nabil". IMDb. مؤرشف من الأصل في 2022-01-23. اطلع عليه بتاريخ 2022-01-23.
2. ↑  "تامر نبيل - الدهليز". dhliz.com. مؤرشف من الأصل في 2021-10-06. اطلع عليه بتاريخ 2021-10-06.
3. ↑  Data (ABCD)، Arabs Big Centric. "تامر نبيل | كاروهات". karohat.com. مؤرشف من الأصل في 2021-10-05. اطلع عليه بتاريخ 2021-10-06.
4. ↑  "تامر نبيل - تمثيل فيلموجرافيا، صور، فيديو". elCinema.com. مؤرشف من الأصل في 2021-01-22. اطلع عليه بتاريخ 2021-10-06.
5. ↑  "فيلموجرافيا: تامر نبيل - تمثيل". elCinema.com. مؤرشف من الأصل في 2021-01-22. اطلع عليه بتاريخ 2021-10-06.
6. ↑  Data (ABCD)، Arabs Big Centric. "تامر نبيل | كاروهات". karohat.com. مؤرشف من الأصل في 2021-10-07. اطلع عليه بتاريخ 2021-10-06.

- تامر نبيل على موقع دهليز
- تامر نبيل على موقع السينما
- تامر نبيل على موقع كاروهات